# Lampetis confinis
Lampetis confinis es una especie de escarabajo del género Lampetis, familia Buprestidae. Fue descrita científicamente por Kerremans en 1898.